# Moschea di Bab Bhar
La moschea di Bab Bhar (anche nota come moschea di Ez-Zraariâ) si trova a Tunisi, in Tunisia. La moschea è ubicata nella parte orientale di Tunisi vecchia, in vicolo Helket Ez-Zitoun, vicino a Bab Bhar.  

## Storia
Venne costruita nel 1282 da Ahmed Ibn Marzouk Ibn Abi Omara Mousseilli.
È stata ristrutturata tra il 1969 e il 1973.

## Galleria d'immagini

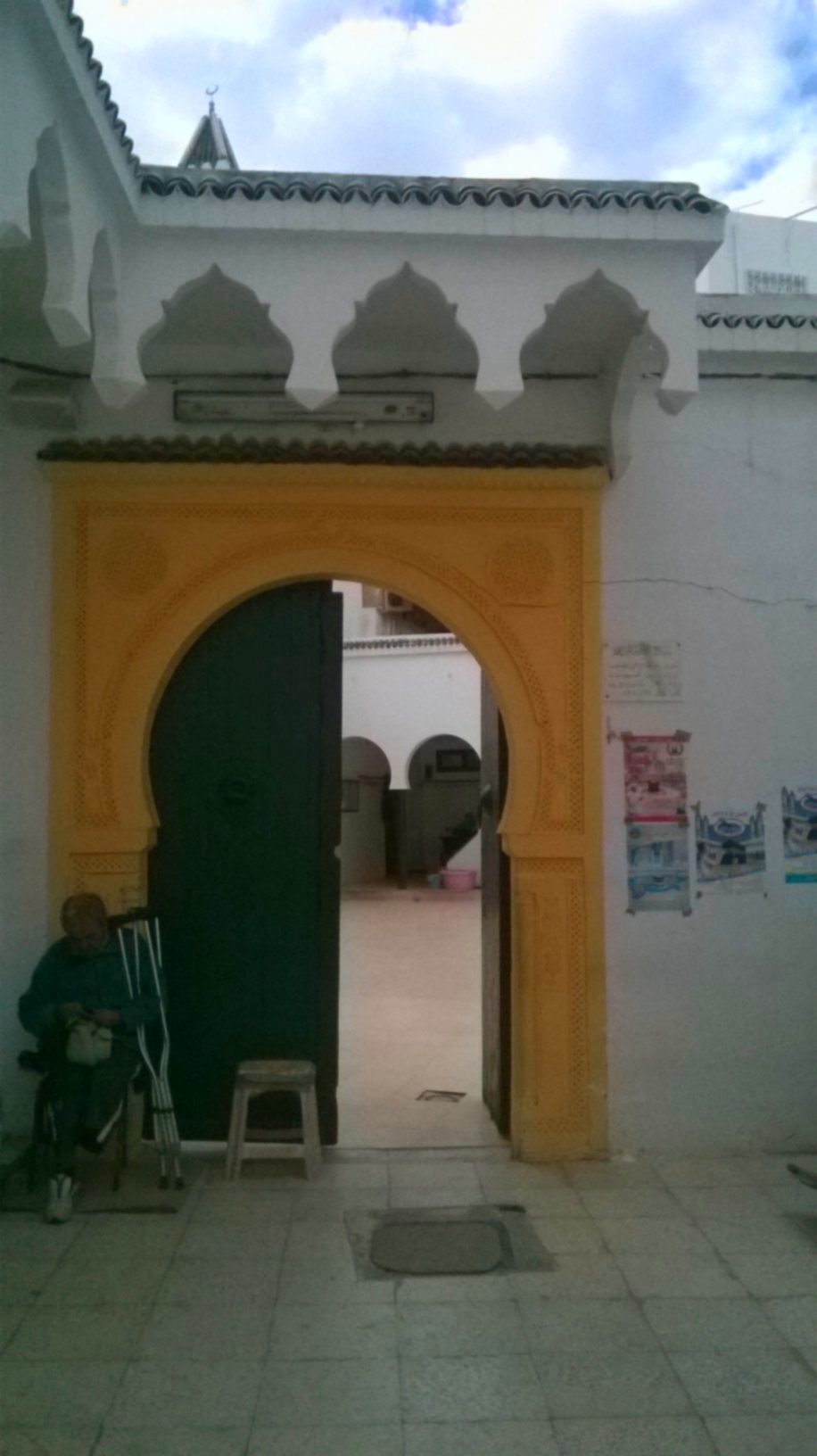
Ingresso della moschea
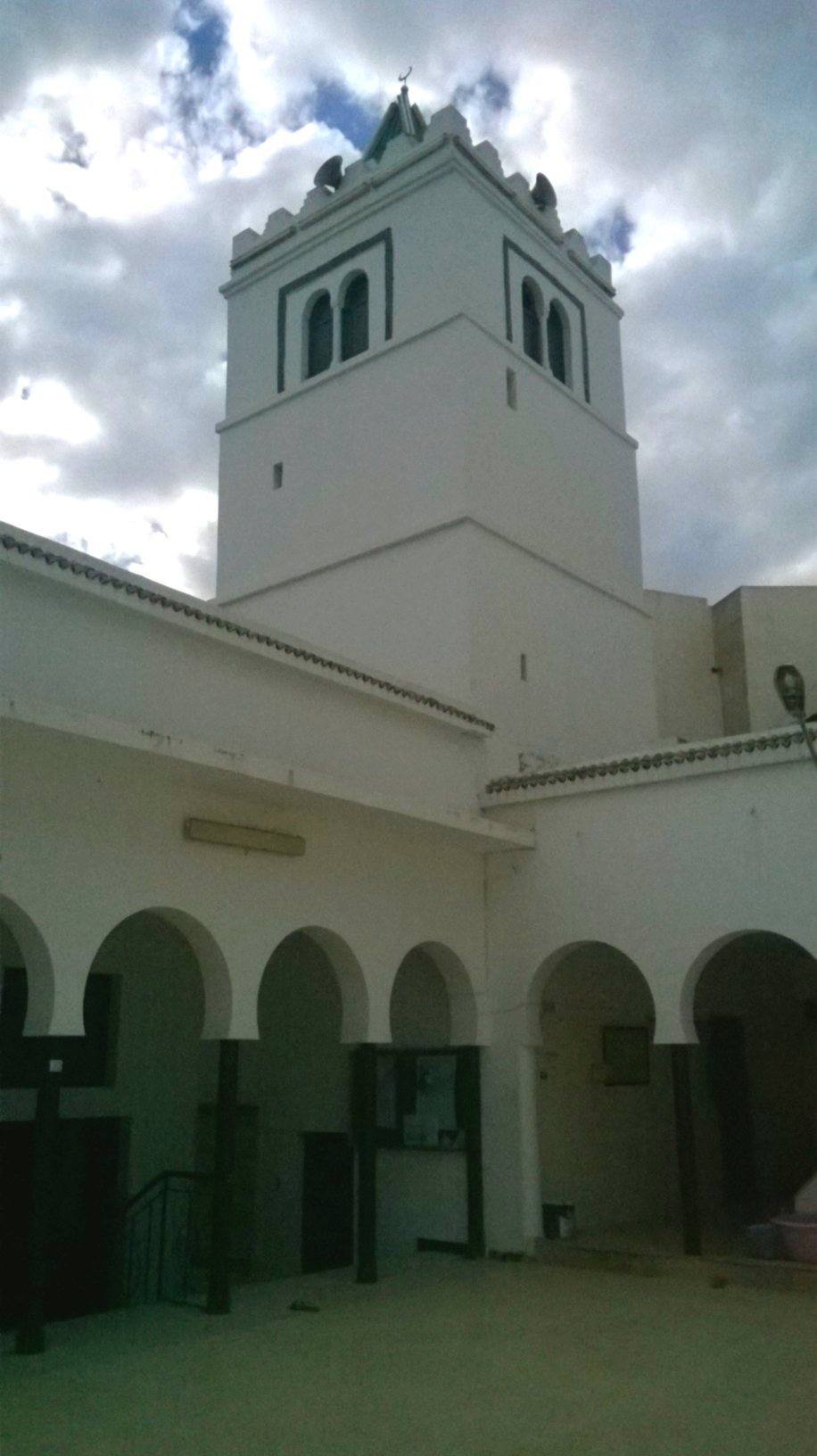
Minareto della moschea
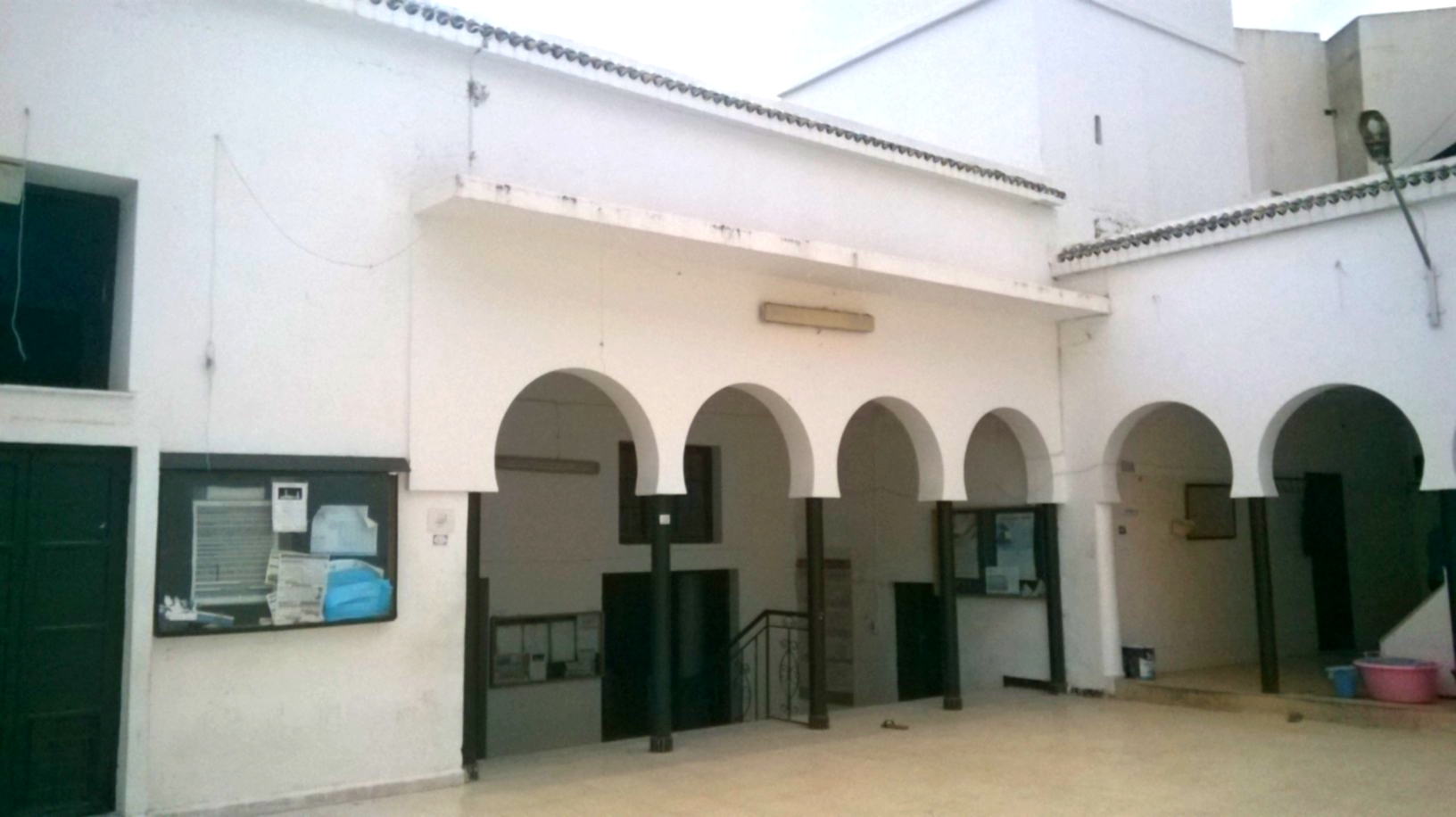
Ingresso della sala della preghiera